# 5 Близнецов
5 Близнецов (лат. 5 Geminorum, HD 42398) — одиночная звезда в созвездии Близнецов на расстоянии приблизительно 568 световых лет (около 174 парсеков) от Солнца. Видимая звёздная величина звезды — +5,825m.

## Характеристики
5 Близнецов — оранжевый гигант спектрального класса K0III. Радиус — около 17,7 солнечных, светимость — около 190 солнечных. Эффективная температура — около 4650 К.